# Wiera Bazarowa
Wiera Jewgienjewna Bazarowa, ros. Ве́ра Евге́ньевна База́рова (ur. 28 stycznia 1993 w Jekaterynburgu) – rosyjska łyżwiarka figurowa, startująca w parach sportowych. Uczestniczka igrzysk olimpijskich (2010, 2014), wicemistrzyni Europy (2012), srebrna medalistka finału Grand Prix (2012), wicemistrzyni świata juniorów (2007) oraz mistrzyni Rosji (2012).
W 2007 roku Bazarowa i Łarionow zwyciężyli w finale Junior Grand Prix, jednak w styczniu 2008 zostali zdyskwalifikowani z powodu wykrycia dopingu w krwi Łarionowa. 18 stycznia 2008 Łarionow został wykluczony ze startów na dwa lata, ale 17 lipca 2009 roku jego kara została skrócona do 18 miesięcy. Bazarowa nie zdecydowała się na zmianę partnera sportowego i wspólnie wrócili do startów w sezonie 2009/2010.

## Osiągnięcia

### Z Andriejem Dieputatem
| Zawody                        | 14–15          | 15–16          | 16–17          |                |                |                |                |                |                |                |                |                |                |                |                |                |                |
| Międzynarodowe                | Międzynarodowe | Międzynarodowe | Międzynarodowe | Międzynarodowe | Międzynarodowe | Międzynarodowe | Międzynarodowe | Międzynarodowe | Międzynarodowe | Międzynarodowe | Międzynarodowe | Międzynarodowe | Międzynarodowe | Międzynarodowe | Międzynarodowe | Międzynarodowe | Międzynarodowe |
| ----------------------------- | -------------- | -------------- | -------------- | -------------- | -------------- | -------------- | -------------- | -------------- | -------------- | -------------- | -------------- | -------------- | -------------- | -------------- | -------------- | -------------- | -------------- |
| GP Cup of China               | 4              |                |                |                |                |                |                |                |                |                |                |                |                |                |                |                |                |
| GP NHK Trophy                 | 4              | 4              |                |                |                |                |                |                |                |                |                |                |                |                |                |                |                |
| GP Skate Canada International |                | 5              | WD             |                |                |                |                |                |                |                |                |                |                |                |                |                |                |
| CS Lombardia Trophy           | 3              |                |                |                |                |                |                |                |                |                |                |                |                |                |                |                |                |
| Cup of Nice                   | 2              |                |                |                |                |                |                |                |                |                |                |                |                |                |                |                |                |
| Cup of Tyrol                  |                | 1              |                |                |                |                |                |                |                |                |                |                |                |                |                |                |                |
| Mentor Toruń Cup              |                | WD             |                |                |                |                |                |                |                |                |                |                |                |                |                |                |                |
| Zimowa Uniwersjada            | 4              |                |                |                |                |                |                |                |                |                |                |                |                |                |                |                |                |
| Krajowe                       |                |                |                |                |                |                |                |                |                |                |                |                |                |                |                |                |                |
| Mistrzostwa Rosji             | 5              | 6              |                |                |                |                |                |                |                |                |                |                |                |                |                |                |                |

### Z Jurijem Łarionowem

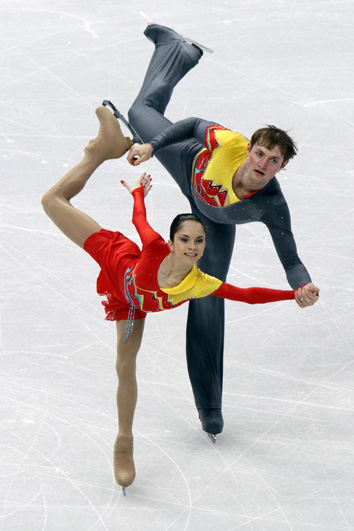
Bazarowa i Łarionow na igrzyskach olimpijskich 2010

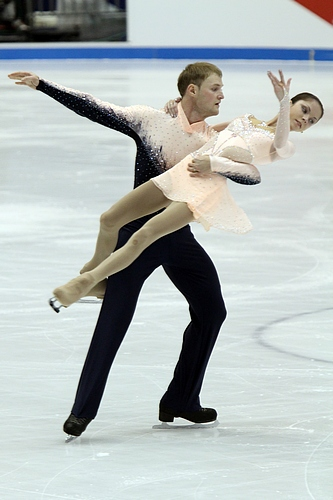
Bazarowa i Łarionow na zawodach NHK Trophy 2010

| Zawody                                | 06–07          | 07–08          | 09–10          | 10–11          | 11–12          | 12–13          | 13–14          |                |                |                |                |                |                |                |                |                |                |
| Międzynarodowe                        | Międzynarodowe | Międzynarodowe | Międzynarodowe | Międzynarodowe | Międzynarodowe | Międzynarodowe | Międzynarodowe | Międzynarodowe | Międzynarodowe | Międzynarodowe | Międzynarodowe | Międzynarodowe | Międzynarodowe | Międzynarodowe | Międzynarodowe | Międzynarodowe | Międzynarodowe |
| ------------------------------------- | -------------- | -------------- | -------------- | -------------- | -------------- | -------------- | -------------- | -------------- | -------------- | -------------- | -------------- | -------------- | -------------- | -------------- | -------------- | -------------- | -------------- |
| Igrzyska olimpijskie                  |                |                | 11             |                |                |                | 6              |                |                |                |                |                |                |                |                |                |                |
| Mistrzostwa świata                    |                |                | 8              | 5              | 6              | 7              | 7              |                |                |                |                |                |                |                |                |                |                |
| Mistrzostwa Europy                    |                |                | 5              | 3              | 2              | WD             | 3              |                |                |                |                |                |                |                |                |                |                |
| GP Finał Grand Prix                   |                |                |                | 5              |                | 2              |                |                |                |                |                |                |                |                |                |                |                |
| GP NHK Trophy                         |                |                |                | 2              |                | 1              |                |                |                |                |                |                |                |                |                |                |                |
| GP Rostelecom Cup                     |                |                | 4              |                |                | 2              | 2              |                |                |                |                |                |                |                |                |                |                |
| GP Skate America                      |                | 3              |                |                | 5              |                |                |                |                |                |                |                |                |                |                |                |                |
| GP Trophée Eric Bompard               |                |                |                | 2              | 2              |                | 4              |                |                |                |                |                |                |                |                |                |                |
| Nebelhorn Trophy                      |                |                |                | 1              | 2              | WD             |                |                |                |                |                |                |                |                |                |                |                |
| NRW Trophy                            |                |                |                |                |                |                | 1              |                |                |                |                |                |                |                |                |                |                |
| Międzynarodowe: Kategorie młodzieżowe |                |                |                |                |                |                |                |                |                |                |                |                |                |                |                |                |                |
| Mistrzostwa świata juniorów           | 2              |                |                |                |                |                |                |                |                |                |                |                |                |                |                |                |                |
| JGP Finał                             | 7              | 1 DSQ          |                |                |                |                |                |                |                |                |                |                |                |                |                |                |                |
| JGP w Niemczech                       |                | 2              |                |                |                |                |                |                |                |                |                |                |                |                |                |                |                |
| JGP w Norwegii                        | 4              |                |                |                |                |                |                |                |                |                |                |                |                |                |                |                |                |
| JGP na Tajwanie                       | 2              |                |                |                |                |                |                |                |                |                |                |                |                |                |                |                |                |
| JGP w Wielkiej Brytanii               |                | 1              |                |                |                |                |                |                |                |                |                |                |                |                |                |                |                |
| Krajowe                               |                |                |                |                |                |                |                |                |                |                |                |                |                |                |                |                |                |
| Mistrzostwa Rosji                     | 7              | 6              | 3              | 3              | 1              | WD             | 2              |                |                |                |                |                |                |                |                |                |                |
| Mistrzostwa Rosji juniorów            | 2              |                |                |                |                |                |                |                |                |                |                |                |                |                |                |                |                |
| Zawody zespołowe                      |                |                |                |                |                |                |                |                |                |                |                |                |                |                |                |                |                |
| World Team Trophy                     |                |                |                |                | 5 T 1 P        |                |                |                |                |                |                |                |                |                |                |                |                |